# Baeoura latibasis
Baeoura latibasis är en tvåvingeart som beskrevs av Alexander 1969. Baeoura latibasis ingår i släktet Baeoura och familjen småharkrankar. Inga underarter finns listade i Catalogue of Life.